# Rustico (nome)
Rustico  è un nome proprio di persona italiano maschile.

## Varianti
- Maschili
  - Alterati: Rusticolo[2], Rustichello[2], Rustichiello,[1] Rusticiano[3]
  - Ipocoristici: Chiello[1]
- Femminili: Rustica[1][2]
  - Alterati: Rusticola[2], Rustichella[2]

### Varianti in altre lingue
- Catalano: Rústic
- Francese: Rustique
- Latino: Rusticus[1]
  - Femminili: Rustica[1]
- Portoghese: Rústico
- Russo: Рустик (Rustik)

## Origine e diffusione
Nome medievale, piuttosto comune nel Trecento ma assai raro al giorno d'oggi. Si basa sull'aggettivo latino rusticus ("campagnolo", "contadino", e per estensione "ruvido", "rozzo", da rus, "campagna"), e ha quindi significato analogo ai nomi Villano e Pagano, anch'essi più tipici dell'onomastica antica.

## Onomastico
L'onomastico si può festeggiare in memoria di più santi, alle date seguenti:
- 8 gennaio, san Rustico, martire in Grecia[5]
- 9 gennaio, san Rustico, martire con altri 21 compagni in Africa sotto Decio[5]
- 9 agosto, san Rustico, martire in Africa, venerato con san Fermo a Verona dove san Zeno portò le sue reliquie[4][5][6]
- 9 agosto, san Rustico, martire a Sirmio[5]
- 2 luglio, san Rustico, monaco a Gafsa e martire con i suoi confratelli sotto Unerico[5][6]
- 11 agosto, santa Rusticola, badessa ad Arles[2][6]
- 24 settembre, san Rustico, vescovo di Clermont[5][6]
- 9 ottobre, san Rustico, martire a Parigi con san Dionigi[4][5]
- 14 ottobre, san Rustico, vescovo di Treviri[4][5]
- 26 ottobre, san Rustico, monaco a Lerino e poi vescovo di Narbona[4][5][6]
- 20 novembre, san Rustico, martire ad Antiochia di Siria[5]
- 31 dicembre, santa Rustica, martire con altre compagne a Roma[7]

## Persone
- Rustico di Torino, vescovo italiano
- Rustico Filippi, anche noto come Rustico di Filippo, poeta italiano

### Variante Rustichello
- Rustichello da Pisa, scrittore italiano

## Il nome nelle arti
- Rustico è il protagonista della decima novella della terza giornata del Decameron, opera di Giovanni Boccaccio.